# Red Hat Enterprise Linux衍生版本

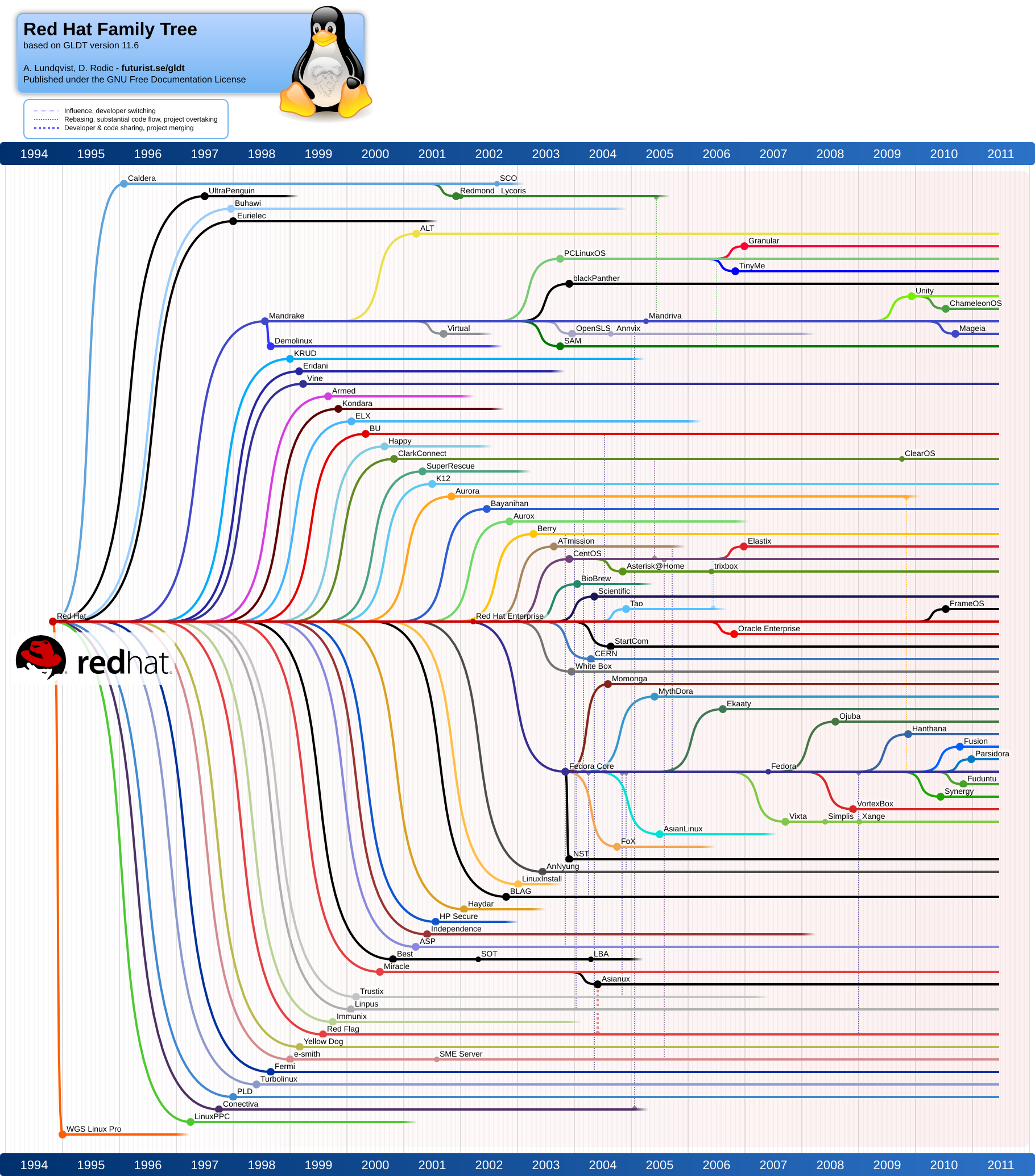
Red Hat家族樹

Red Hat Enterprise Linux衍生版本是基於Red Hat Enterprise Linux (RHEL)原始碼的Linux发行版。

## 歷史
Red Hat Linux曾是頭幾個並且相當流行的Linux发行版。這有很大一部份的原因是，它同時提供了付費支援版本及免費下載的版本。因為付費與免費版本的只差在有無支援，所以有很多人選擇使用免費版本。
紅帽公司之後決定將Red Hat Linux一分為二：給付費使用者使用的Red Hat Enterprise Linux，以及免費但每個版本只有大約13個月的支援週期的Fedora。
Fedora有它自己的測試週期，且部份問題會由包含了紅帽公司的工作人員在內的貢獻者修復。然而，它快速且不夠保守的釋出週期意味著可能不適合部份使用者。Fedora也是紅帽公司一些新技術的測試平臺，可以讓他們在要加入到Red Hat Enterprise Linux前先行測試一些新功能。自Fedora釋出以後，紅帽公司不再免費釋出他們商業版產品的二進制執行檔。

## 動機
紅帽公司並未免費釋出它企業級Linux產品的已編譯版本。然而，因為其以明確的自由軟體條款釋出，所以其源代码可以RPM的格式在他們的伺服器網路上取得。因為發行版完整的原始碼都可以RPM格式的方式取得，所以將其重新編譯為一個完整的發行版相當容易。許多的发行版都是取得紅帽公司的原始碼，重新編譯並釋出。

## 特性
Red Hat Enterprise Linux衍生版本通常都會有類似的工具集。而其版本號通常也會與對應版本的Red Hat Enterprise Linux相同，免費版本也會保持與付費版本的二進制代碼相容性，這意味著免費版本上的同一個軟體通常可以與在RHEL上執行的一樣好。發行版只需要作相對少的修改。不過，RHEL使用紅帽公司自己的up2date技術來提供更新。幾個免費的替代品使用yum來取代up2date，讓從鏡像更新更加簡單。Red Hat Enterprise Linux 5及更新的版本使用yum作為它原生提供更新的系統，up2date變為僅是yum的前端。

## 法律觀點
因為受到GNU通用公共许可证的規範，自由散佈基於RHEL的發行版是被允許的。然而，為了避免對紅帽公司商標的誤解，在原始發行版中包含的商標必須在再發佈版本中除去。
有些發行版(如CentOS)沒有徹底的去除紅帽公司的商標，他們就會收到來自紅帽公司律師的警告。CentOS被告知他們必須從他們的網站及發行版中移除所有與紅帽相關的商標與字樣。CentOS以前稱紅帽公司為「上游供應商」，或是更精確的「著名的北美企業級Linux供應商」。 

## 由Red Hat Enterprise Linux衍生的版本
- AlmaLinux – 一个100%由社區擁有和管理的CentOS的替代品，由501(c)(6)非營利組織AlmaLinux OS Foundation開發[2]
- 布爾電腦的XBAS或bullx（高效能計算）[3][4]
- ClearOS
- ClefOS –[5]Sine Nomine Associates為IBM Z移植的CentOS
- EulerOS – 已通過The Open Group的UNIX 03標準認證[6]
- EuroLinux - [7]由EuroLinux公司創建，以開放核心模式免費發布。除了標準的付費支持外，公司還為特殊目的提供分叉和從源頭重建。[8]以前的版本是建立在Scientific Linux之上。
- Inspur K-UX（英语：Inspur K-UX） – certified to The Open Group's UNIX 03 standard.[9]
- Oracle Linux – 免費下載、分發和使用，並可以從Oracle Linux yum伺服器上獲得最新的勘誤表和補丁。甲骨文公司另外提供的付費支持訂閱。[10]
- Rocky Linux – 由CentOS創始人Gregory Kurtzer發起的由社區支持的CentOS替代品[11]
- Redpesk（英语：Redpesk） - 由IoT.bzh製造的針對工業連接設備的安全嵌入式 Linux，並提供長期支持[12]
- SME Server（英语：SME Server） – 由Koozali基金會製作（基於CentOS 7的第10版将維護更新至2024年6月30日）
- Springdale Linux – [13]舊稱PUIAS Linux，是一個完整的桌面電腦和伺服器操作系統，通過編譯 Red Hat Enterprise Linux 的源包而構建
- SUSE Liberty Linux –[14] SUSE重建，旨在實現近乎完美的兼容性。
- VzLinux – [15]由Virtuozzo（英语：Virtuozzo）制作，经过优化，可以在容器、虚拟机或裸机服务器上运行。

基於RHEL的應用導向衍生版本： 
- 亞馬遜公司 Amazon Linux AMI – 帶有linux-xen-kernel的RHEL7使用者空間
- Google搜索設備 – 由CentOS衍生
- VMware ESX 服務控制臺軟體

已停止生產或過時的發行版：
- CAOS Linux（多語言）
- CentOS –（第7版維護更新至2024年6月30日）
- Fermi Linux – 又稱Fermi Scientific Linux，衍生自Scientific Linux，帶有專門用於费米国立加速器实验室的附加软件
- Rocks Cluster Distribution（英语：Rocks Cluster Distribution） – 衍生自RHEL（早期版本）和CentOS（最新版本）
- ROSA Enterprise Linux Server（英语：ROSA Linux）
- Scientific Linux –（第7版維護更新至2024年6月30日）
- StartCom Enterprise Linux
- White Box Enterprise Linux – 沒有正式公告，但也不再積極開發
- Yellow Dog Linux

## 外部連結
- 重新發現RHEL衍生版本（页面存档备份，存于）
- RHEL衍生版本（页面存档备份，存于）